# /e/
/e/ est un système d’exploitation open source basé sur Android qui propose une alternative aux produits Google et qui dispose de ses propres services Web (non obligatoires), créé par le développeur de logiciels français et fondateur de la distribution Linux Mandrake, Gaël Duval.

## Histoire
Le développeur Gaël Duval, mécontent du manque de protection des données personnelles des utilisateurs et de l'interface utilisateur d'Android, fonde « eelo » en décembre 2017, qui par la suite est renommé « /e/ » en raison de problèmes de marque. Duval réussit à obtenir un soutien financier sur les plateformes de financement participatif Kickstarter et Indiegogo avec un objectif de financement de 25 000 €. 
La fondation caritative « e Foundation » est fondée en mai 2018.

## Développement
/e/ se compose de divers projets open source et propriétaires existants, ainsi que des projets développés en interne. Par exemple, le système est basé sur LineageOS et est livré avec la réimplémentation libre des services Google microG, un client de courrier électronique basé sur K-9 Mail, ainsi que Signal et Telegram pour les communications par SMS ou chat. Les contacts et les fichiers sont envoyés via DavDroid ou par synchronisation avec un serveur Nextcloud.
En septembre 2018, la première version bêta de /e/ est publiée sur la base d'Android 7.1. La première version stable est lancée début 2019 sur Android 8.1.
Le fournisseur d’emplacement réseau de Mozilla est utilisé pour déterminer la position géographique. Le lanceur et le pack d'icônes sont cependant des développements propres.
En mars 2020, Gaël Duval annonce sur Twitter que /e/ est désormais disponible sur deux ordinateurs portables (dont le Pinebook) en version bêta et avec un OS basé sur Android Nougat[source insuffisante].
Pour 2021 la feuille de route énoncée par Gaël Duval est la suivante : une compatibilité améliorée de MicroG pour assurer qu'autant d'applications que possible puissent fonctionner sans les Google Play Services, des améliorations sur le lanceur Bliss, sur le module photographique, la prise en charge des multilentilles, l'intégration au système et activation par défaut du blocage des traceurs incrustés dans les applications, le chiffrement de bout-en-bout des données envoyées et stockées sur le cloud /e/ ou sur un cloud personnel, un code pin « nucléaire » pour effacer en cas d'urgence la totalité du contenu du smartphone, une réduction de l'empreinte carbone du système d'exploitation /e/, une reconnaissance vocale hors ligne, les appels de norme 4G (en prévision de la caducité des normes 2G et 3G).
En octobre 2021, Gaël Duval annonce que les smartphones commercialisés sous le système d'exploitation /e/OS, ainsi que les services /e/cloud le seront désormais sous la marque « Murena ». La marque initiale /e/ devait à l'origine être temporaire. Elle a cependant été utilisée de 2019 à 2021. La marque Murena a été déposée au niveau européen en octobre 2020. Il aura donc fallu un an avant son lancement officiel. Fin septembre 2022, Murena commence à produire ses propres smartphones : le Murena One puis un an plus tard le Murena Two, disposant de boutons physiques de protection de la vie privée, en prévente sur Kickstarter.
La marque /e/ continuera à être utilisée pour le système d'exploitation /e/OS.

## Historique des versions
/e/ dispose de sa propre numérotation. Depuis la version 1.0 de /e/OS, les builds sont basés sur LineageOS, eux-mêmes basés respectivement sur Android.
Toutes les builds sont disponibles sur le dépôt GitLab de l’« e Foundation ».
En mai 2021, l'OS /e/ est basé (forked en anglais) sur Android 10 (dite « Q »)/LOS 17 (branche /e/-0.x-Q).
| Version | Version | Version de LineageOS | Version d'Android | Dernière build | Date de publication | Changements notables  |
| ------- | ------- | -------------------- | ----------------- | -------------- | ------------------- | --------------------- |
|         | 1.5     | LineageOS (18.1)     | R (11.0)          | Nightly        | 28 octobre 2022     |                       |
|         | 1.6     | LineageOS (19)       | R (11.0)          | Nightly        | 24 novembre 2022    | Passage à Android 12. |
|         | 1.7     | LineageOS (19)       | R (11.0)          | Nightly        | 12 janvier 2023     |                       |
|         | 1.8     | LineageOS (19)       | S (12.1)          | Nightly        | 20 juin 2023        |                       |
|         | 1.13    | LineageOS (19)       | S (12.1)          | Nightly        | 26 juillet 2023     |                       |
|         | 1.14    | LineageOS (19)       | S (12.1)          | Nightly        | 20 août 2023        |                       |
|         | 1.15    | LineageOS (20)       | T (13.0)          | Nightly        | 18 septembre 2023   |                       |
|         | 1.16    | LineageOS (20)       | T (13.0)          | Nightly        | 24 octobre 2023     |                       |
|         | 1.17    | LineageOS (20)       | T (13.0)          | Nightly        | 14 novembre 2023    |                       |
|         | 1.18    | LineageOS (20)       | T (13.0)          | Nightly        | 11 décembre 2023    |                       |
|         | 1.19    | LineageOS (20)       | T (13.0)          | Nightly        | 15 janvier 2024     |                       |

- Version obsolète
- Ancienne version, toujours maintenue
- Version actuelle
- Préversion actuelle
- Version à venir

## Matériels pris en charge
À partir d'octobre 2021, les smartphones commercialisés sous le système d'exploitation /e/ prennent le nom de « Murena smartphones ».
En date du 1er juillet 2022, /e/ peut être, officiellement, installé sur 269 modèles différents de smartphones, dont Essential, Fairphone, Google, HTC, Huawei, LeEco, LG, Motorola, OnePlus, Samsung, Sony, Wileyfox, Wingtech, Xiaomi, YU et ZTE. Les images d'installation sont labellisées « nightly », bien qu'elles soient généralement générées tous les deux jours.

## Communauté
En décembre 2018, /e/ avait une base d'environ 1 700 utilisateurs actifs.
En juin 2021, /e/ compte 20 000 utilisateurs quotidiens.

## Partenariat avec Fairphone
Le 30 avril 2020, Fairphone annonce un partenariat avec l’« e Foundation » pour distribuer le Fairphone 3 doté du système d'exploitation /e/. Cet appareil sera vendu sur le site Internet de l’e Foundation avec /e/ préinstallé (au lieu du système Android originel). Puis, en 2022 et 2023, le partenariat se renouvelle avec les Fairphone 4 et 5.